# Sick and Tired
A Sick and Tired Anastacia amerikai énekesnő második kislemeze harmadik, Anastacia című stúdióalbumáról. 2004. július 19-én jelent meg, csak Európában. A dal pozitív kritikai fogadtatást kapott, és a legtöbb országban, ahol megjelent, a top 5-be került a slágerlistán. A dal részletet használ fel az olasz Shamur duó Let the Music Play című számából.

## Videóklip
A dal videóklipjét Phillip Stölzl rendezte, és Los Angelesben forgatták 2004. május 25-én. A klipben Anastacia egy Sara Forest nevű színésznőt alakít, aki szereplőválogatásra jelentkezik.

## Számlista
CD kislemez (Európa, Egyesült Királyság)
1. Sick and Tired (Album Version)
2. Sick and Tired (Jason Nevins Funkrock Remix Edit)

3" CD kislemez (Németország)
1. Sick and Tired (Album Version)
2. Twisted Girl

CD maxi kislemez (Európa, Egyesült Királyság)
1. Sick and Tired (Album Version)
2. Twisted Girl
3. Sick and Tired (Jason Nevins Electrochill Remix)
4. Sick and Tired (videóklip)

CD maxi kislemez (Ausztrália)
1. Sick and Tired (Album Version)
2. Sick and Tired (Jason Nevins Funkrock Remix Edit)
3. Sick and Tired (Jason Nevins Electrochill Remix)
4. Twisted Girl

CD maxi kislemez (Hollandia)
1. Sick and Tired (Album Version)
2. Twisted Girl
3. Sick and Tired (Jason Nevins Electrochill Remix)
4. Sick and Tired (Jason Nevins Funkrock Remix Edit)
5. Sick and Tired (videóklip)

Promóciós CD kislemez – Jason Nevins Remixes (Ausztrália)
1. Sick and Tired (Jason Nevins Electrochill Remix Edit)
2. Sick and Tired (Jason Nevins Funkrock Remix Edit)

Promóciós 12" kislemez (Egyesült Királyság)
A1. Sick and Tired (Jason Nevins Electrochill Remix)
B1. Sick and Tired (Jason Nevins Funkrock Remix)
B2. Sick and Tired (Album Version)

## Helyezések és minősítések
| Slágerlista (2004)              | Legmagasabb helyezés |
| ------------------------------- | -------------------- |
| Ausztrál kislemezlista          | 8                    |
| Belga kislemezlista (Flandria)  | 10                   |
| Belga kislemezlista (Vallónia)  | 22                   |
| Brit kislemezlista              | 4                    |
| Dán kislemezlista               | 4                    |
| European Hot 100 Singles        | 1                    |
| Finn kislemezlista              | 8                    |
| Holland Top 40                  | 2                    |
| Ír kislemezlista                | 9                    |
| Magyar kislemezlista            | 8                    |
| Német kislemezlista             | 2                    |
| Norvég kislemezlista            | 3                    |
| Olasz kislemezlista             | 1                    |
| Orosz kislemezlista             | 4                    |
| Osztrák kislemezlista           | 2                    |
| Román Top 100                   | 16                   |
| Spanyol kislemezlista           | 1                    |
| Svájci kislemezlista            | 2                    |
| Svéd kislemezlista              | 10                   |
| Új-zélandi kislemezlista        | 34                   |
| Slágerlista (2005)              | Legmagasabb helyezés |
| USA Billboard Hot Dance Airplay | 8                    |

| Helyezés            |    |
| ------------------- | -- |
| Német kislemezlista | 13 |

| Ország      | Minősítés  |
| ----------- | ---------- |
| Ausztrália  | Aranylemez |
| Németország | Aranylemez |
| Norvégia    | Aranylemez |